# Argonaute (2003)
Pour les autres navires du même nom, voir Argonaute (navire).
Le BSAD Argonaute est un navire de services français, servant avec le remorqueur Abeille Liberté. Il a été construit entre 2001 et 2003 sur le chantier naval roumain Aker Tulcea pour la coque et complété sur le chantier naval norvégien Brevik Construction.
Acquis par la France en janvier 2004, il est basé à Cherbourg, armé par Bourbon Offshore (Surf) et affrété par la Marine nationale comme bâtiment de soutien, d'assistance et de dépollution (BSAD).

## Service
La Marine nationale se dote en 2004 d'un bâtiment capable de répondre aux différentes tâches qui lui sont dévolues dans le domaine de la lutte antipollution. La zone d'action du BSAD Argonaute va de la Manche au golfe de Gascogne. Basé à Brest jusqu'en 2019, il est rattaché au port de Cherbourg depuis le jeudi 9 janvier 2020.
Il porte, depuis 2004, sur sa proue le marquage AEM (Action de l'État en mer), les trois bandes inclinées bleu, blanc, rouge.

## Caractéristiques techniques
Le BSAD Argonaute peut héberger jusqu'à trente personnes (sept cabines individuelles, deux cabines double, une cabine triple, quatre cabines quadruples). C'est un navire multitâches, de la famille des navires de ravitaillement offshore, un AHTS (oil recovery DP1 anchor handling tug supply) de la série des UT710. Il est à la fois remorqueur, ravitailleur, releveur d'ancres et navire dépollueur.

### Assistance en mer et ravitaillement
Il possède un pont arrière de 420 m2 pouvant stocker jusqu'à 2 000 tonnes de matériels, avec deux treuils de remorquage et deux treuils de relevage d'ancres. Une grue hydraulique de 22 tonnes et une autre de 5 tonnes complètent le matériel de levage.

### Lutte anti-pollution
Son matériel antipollution comprend deux pompes de 150 m3/h avec une capacité de récupération de 1 500 m3 d'hydrocarbure et d'une réserve de 80 m3 de dispersant. Deux sweeping-arms (bras aspirateur) permettent de traiter jusqu'à 400 m3 d'eau sur une surface de balayage de 28 hectares à l'heure en condition maximum. Il dispose d'une embarcation motorisée équipée d'une pompe de récupération d'hydrocarbure.

### Lutte incendie
Il est aussi classé FiFi 1 avec des moyens anti-incendie reposant sur deux canons à eau de 1 300 m3/h et deux pompes de 1 000 m3/h.